# Revelador fotográfico

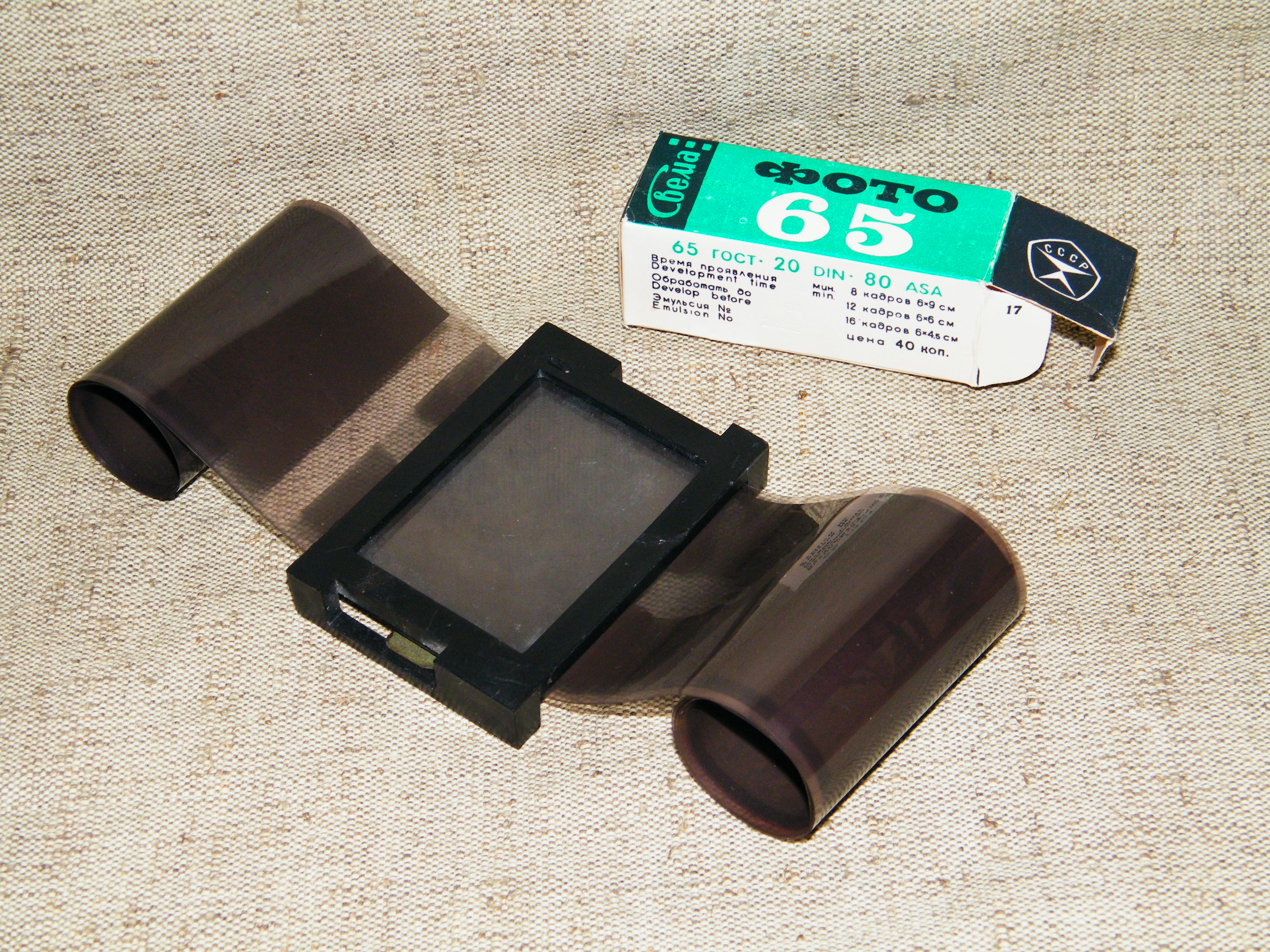
Revelador Fotográfico

En fotografía, un revelador fotográfico es una solución que hace visible la imagen latente de un material fotográfico expuesto.
Además del agente revelador propiamente dicho, que reduce los haluros de plata expuestos dejando en la emulsión plata metálica negra, la solución suele contener un acelerador, por lo general un álcali, como el carbonato sódico, el hidróxido sódico o el bórax, que activa la acción del revelador; y un preservador, como el metabisulfito potásico, por lo general bromuro potásico, que actúa como controlador general de la actividad química y limita el nivel de velo.
Su conservación ha de ser en recipientes estancos donde la luz y, sobre todo, el aire no llegue al revelador, porque afecta a su efectividad, dado que al ser un reductor, tiende a oxidarse rápidamente.

## Proceso de revelado
Para comenzar con el proceso de revelado fotográfico, se necesitan de una ampliadora, los químicos necesarios para poder efectuar el revelado, papel fotosensible y el carrete de fotografías. Aparte de estar en un cuarto completamente oscuro que disponga de una luz de seguridad (la luz roja) para poder ver y controlar el proceso de revelado.

### Mezcla de químicos y ampliadora
1. Lo primero que se ha de hacer es mezclar los diferentes químicos para poder conseguir tres diferentes tipos: el revelador del papel, el fijador y el baño de paro[2] y poner cada substancia en una bandeja.
2. Luego, se va hacia la ampliadora. Una vez en ella, se debe de meter la película en ella y regular mediante un temporizador, el tiempo de exposición que se busca para la cinta. Este tiempo de exposición puede variar depende de que tanto expuesta quieras tener la imagen. El tiempo estimado para la revelación de la fotografía serán de unos pocos segundos.
3. Ahora, con las luces apagadas, en completa oscuridad, se empezará a proyectar la imagen que se necesita. En este punto es mejor usar una imagen de prueba, para poder saber cuanto tiempo es el que necesita la imagen en el revelado.
4. Luego de haber proyectado la imagen, se pone el papel fotosensible encima de ella. A continuación, se coge una cartulina o algo geométricamente exacto y que no deje pasar la luz, es decir que sea opaco, para poder medir los tiempos de exposición de la fotografía proyectada y poder ver el tiempo de exposición que se necesita. Para ello, se le da luz a la ampliadora y se posa la cartulina o el objeto opaco un segundo en una parte de la foto, luego 2 segundos en otra parte de la foto, luego 3 segundos en la otra parte de la foto. Y así hasta llegar al final del papel fotosensible. Se recomienda que se vaya de izquierda a derecha en la fotografía. El resultado tendría que ser parecido a una degradado.

### Revelado con los químicos
1. Ahora se mete el papel fotosensible en la primera bandeja, la del revelado. Con la fotografía puesta ne la bandeja se mueve la bandeja para mover los líquidos y así que el papel se vaya revelando con más rapidez.
2. Luego de acabar con la bandeja del revelado y teniendo la fotografía ya revelada, se pasa a la siguiente bandeja (baño de paro) donde se hará exactamente lo mismo que en la bandeja del revelado (movimientos de la bandeja para mover los líquidos por la fotografía). Gracias al baño, la fotografía dejará de revelarse[3]
3. Luego se pasa a la bandeja del fijador y se deja reposar (no pasos) unos treinta segundos y finalmente la pasas a un barril con agua para lavar la fotografía de los químicos.
4. Una vez que ya has revelado la fotografía de prueba, miras los tiempos de exposición para ver cual es el mejor tiempo para el resto de carrete. Y una vez que ya se sepa ese tiempo, se revelan las demás fotografías siguiendo todos los demás pasos.[4]